# Dysoxylum papillosum
Dysoxylum papillosum är en tvåhjärtbladig växtart som beskrevs av George King. Dysoxylum papillosum ingår i släktet Dysoxylum och familjen Meliaceae. Inga underarter finns listade i Catalogue of Life.